# Cedar Lake (Indiana)
Cedar Lake – miasto w Stanach Zjednoczonych, w stanie Indiana, w hrabstwie Lake.